# Mont Vaea
Le mont Vaea est un sommet culminant à 472 m d'altitude et situé sur l'île d'Upolu dans l'archipel des Samoa.

## Culture

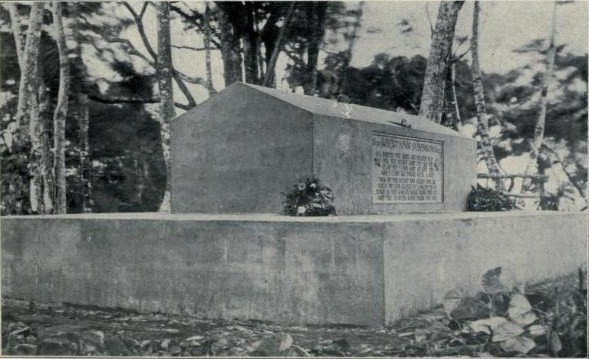
Le tombeau de Stevenson sur Mt Vaea, circa 1909

L'écrivain écossais Robert Louis Stevenson est, selon ses dernières volontés, enterré en haut de ce mont, à 15 000 km de son Écosse natale. Lors de ses obsèques, en décembre 1894, 400 Samoans se relayèrent pour porter son cercueil au sommet. 